# Bulbamphiascus spinulosus
Bulbamphiascus spinulosus is een eenoogkreeftjessoort uit de familie van de Miraciidae. De wetenschappelijke naam van de soort is voor het eerst geldig gepubliceerd in 2000 door Mu & Gee.